# Andrea Montermini
Andrea Montermini (Sassuolo, 1964. május 30. –) olasz autóversenyző.

## Pályafutása
1988-ban és 1989-ben az olasz Formula–3-as sorozatban versenyzett. Az 1989-es szezont a negyedik helyen zárta, valamint ebben az évben második lett a monacói Formula–3-as nagydíjon.
A következő három évet a nemzetközi Formula–3000-es szériában töltötte. 1990-ben a tizedik, majd 91-ben a nyolcadik helyen végzett a pontversenyben. Az 1992-es szezonban három futamgyőzelmet szerzett; végül Luca Badoer mögött és Rubens Barrichello előtt másodikként zárt az összetettben.
1993-ban és 1994-ben az amerikai IndyCar-sorozat több versenyén állt rajthoz.

### Formula–1
Noha korábban már több Formula–1-es csapat tesztpilótája is volt, versenyen először 1994-ben, a spanyol nagydíjon kapott lehetőséget a világbajnokságon. A Simtek alakulatánál őt szerződtették, a san marinó-i viadalon elhunyt Roland Ratzenberger helyére. Az edzésen Andrea komoly balesetet szenvedett, melyben megsérült a lába. Ezt követően a szezon többi futamán már nem tudott részt venni.
1995-ös idényt a Pacific Grand Prix csapatával teljesítette. Pontot egy versenyen sem szerzett. Legjobb eredményét a német nagydíjon érte el, ahol nyolcadik lett. 1996-ban Luca Badoer csapattársa volt a Forti-istállónál. Mindössze öt alkalommal ért el a futamon való induláshoz szükséges időeredményt, azonban így is csak négy futamon állt rajthoz; a monacói nagydíjon a warm-up-on törte össze az autóját. A szezon második felében a csapat megszűnt és Andrea később már nem szerepelt a világbajnokságon.
1997-ben a Lola tesztpilótája volt.

### Formula–1 után
1997 óta leginkább túraautó-versenyeken, valamint különböző Le Mans-szériákban indul. Hatodik lett az 1998-as és az 1999-es Le Mans-i 24 órás futamon. 2008-ban a nemzetközi GT Open-sorozat bajnoka volt, 2010-ben pedig megnyerte az olasz GT2-es túraautó-bajnokságot.

## Eredményei
Teljes eredménylistája a nemzetközi Formula–3000-es bajnokságon
(Táblázat értelmezése)

(Félkövér: pole-pozícióból indult; dőlt: leggyorsabb kört futott) 

| Év   | Csapat                 | 1      | 2      | 3      | 4      | 5      | 6      | 7      | 8      | 9     | 10     | 11     | Helyezés | Pont |
| ---- | ---------------------- | ------ | ------ | ------ | ------ | ------ | ------ | ------ | ------ | ----- | ------ | ------ | -------- | ---- |
| 1990 | Madgwick International | DON Ki | SIL 4  | PAU Ki | JER 3  | MNZ Ki | PER Ki | HOC Ki | BRH Ki | BIR 9 | BUG 2  | NOG Ki | 8.       | 13   |
| 1991 | 3001 International     | VAL Ki | PAU Ki | JER 3  | MUG 11 | PER 10 | HOC Ki | BRH 10 | SPA Ki | BUG 3 | NOG Ki |        | 10.      | 8    |
| 1992 | Il Barone Rampante     | SIL Ki | PAU Ki | CAT 1  | PER 3  | HOC 9  | NÜR Ki |        |        |       |        |        | 2.       | 34   |
| 1992 | Forti Corse            |        |        |        |        |        |        | SPA 1  | ALB 1  | NOG 4 | MAG Ki |        | 2.       | 34   |

Teljes CART-eredménylistája
(Táblázat értelmezése)
| Év   | Csapat              | 1      | 2   | 3   | 4    | 5   | 6     | 7   | 8      | 9      | 10  | 11  | 12  | 13     | 14  | 15  | 16     | 17    | 18     | 19     | 20  | Helyezés | Pont |
| ---- | ------------------- | ------ | --- | --- | ---- | --- | ----- | --- | ------ | ------ | --- | --- | --- | ------ | --- | --- | ------ | ----- | ------ | ------ | --- | -------- | ---- |
| 1993 | Euromotorsport      | SRF Ki | PHX | LBH | INDY | MIL | DET 4 | POR | CLE    | TOR Ki | MIS | NHM | ROA | VAN Ki | MDO | NZR | LS     |       |        |        |     | 18.      | 12   |
| 1994 | Payton/Coyne        | SRF Ni | PHX | LBH | INDY | MIL | DET   | POR |        |        |     |     |     |        |     |     |        |       |        |        |     | 24.      | 10   |
| 1994 | King                |        |     |     |      |     |       |     | CLE 16 | TOR 7  | MIS | MDO | NHM | VAN    | ROA | NZR |        |       |        |        |     | 24.      | 10   |
| 1994 | Project Indy        |        |     |     |      |     |       |     |        |        |     |     |     |        |     |     | LS 9   |       |        |        |     | 24.      | 10   |
| 1999 | All American Racers | MIA    | MOT | LBH | NZR  | RIO | STL   | MIL | POR    | CLE    | ROA | TOR | MIS | DET    | MDO | CHI | VAN 11 | LS Ki | HOU Ki | SRF Ki | FON | 31.      | 2    |

Teljes Formula–1-es eredménylistája
(Táblázat értelmezése)
| Év   | Csapat             | Modell       | Motor   | 1      | 2      | 3      | 4      | 5       | 6      | 7      | 8      | 9      | 10     | 11      | 12     | 13     | 14     | 15     | 16     | 17     | Helyezés | Pont |
| ---- | ------------------ | ------------ | ------- | ------ | ------ | ------ | ------ | ------- | ------ | ------ | ------ | ------ | ------ | ------- | ------ | ------ | ------ | ------ | ------ | ------ | -------- | ---- |
| 1994 | MTV Simtek Ford    | Simtek S941  | Ford V8 | BRA    | PAC    | SMR    | MON    | ESP Nk  | CAN    | FRA    | GBR    | GER    | HUN    | BEL     | ITA    | POR    | EUR    | JPN    | AUS    |        | -        | 0    |
| 1995 | Pacific Grand Prix | Pacific PR02 | Ford V8 | BRA 9  | ARG Ki | SMR Ki | ESP Ni | MON Kiz | CAN Ki | FRA Hn | GBR Ki | GER 8  | HUN 12 | BEL Ki  | ITA Ki | POR Ki | EUR Ki | PAC Ki | JPN Ki | AUS Ki | -        | 0    |
| 1996 | Forti Grand Prix   | Forti FG01B  | Ford V8 | AUS Nk | BRA Ki | ARG 10 | EUR Nk | SMR Nk  |        |        |        |        |        |         |        |        |        |        |        |        | -        | 0    |
| 1996 | Forti Grand Prix   | Forti FG03   | Ford V8 |        |        |        |        |         | MON Ni | ESP Nk | CAN Ki | FRA Ki | GBR Nk | GER DNP | HUN    | BEL    | ITA    | POR    | JPN    |        | -        | 0    |

Le Mans-i 24 órás autóverseny
| Év   | Csapat              | Autó            | Csapattárs | Csapattárs             | Helyezés |
| ---- | ------------------- | --------------- | ---------- | ---------------------- | -------- |
| 1998 | Nissan Motorsports  | Nissan R390 GT1 | Érik Comas | Jan Lammers            | 6.       |
| 1999 | Courage Compétition | Courage C52     | Alex Caffi | Domenico Schiattarella | 6.       |